# Assab-Vulkanfeld
Das Assab-Vulkanfeld liegt am südlichen Landzipfel von Eritrea, wenige Kilometer von der Küste des Roten Meeres entfernt.
Eine Kette von basaltischen Schlackenkegeln, deren höchster Gipfel 987 Meter hoch ist, zieht sich vom Stadtrand der Hafenstadt Assab weit nach Westen. Das dazugehörige Lavafeld bedeckt eine Fläche von 55 × 90 Kilometer, Lavaströme erreichten an verschiedenen Stellen die Meeresküste nahe der Stadt.